# Biscuit à la cuillère
Ne doit pas être confondu avec le boudoir.

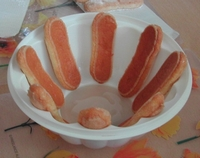
Biscuits à la cuillère disposés dans un moule à charlotte.

Les biscuits à la cuillère (ou pélerines en Suisse) sont des biscuits secs et moelleux, de forme allongée, saupoudrés de sucre glace. Ils sont notamment utilisés dans la confection de charlottes et de tiramisu, au même titre que le boudoir ou le biscuit rose de Reims.
Bien que ressemblant au boudoir, le biscuit à la cuillère est moins sec, et il n'est pas fabriqué à partir d'un œuf entier : le blanc est monté en neige avant d'être incorporé à l'appareil.

## Origines
Certaines sources historique font remonter l'origine des biscuits d'aujourd'hui à un dessert ayant la même pâte, le gâteau (ou biscuit) de Savoie, créé vers le milieu du XIVe siècle par le chef (maître queux) d'Amédée VI de Savoie, en l'honneur de la visite de l'empereur Charles IV de Luxembourg,,. Pour certaines sources le biscuit à la cuillère est officiellement créé par Marie-Antoine Carême au XVIIIe siècle. Les deux recette sont en tout cas similaires, mais c'est Marie-Antoine de Carême qui leur donne leur titres de noblesse. Initialement réalisés à la cuillère, la recette évolue à la demande de Charles de Talleyrand-Périgord qui les voulait allongé, et est dressé à l'aide d'une poche à douille.